# Royal Rally of Scandinavia de 2024
El Royal Rally of Scandinavia de 2024, oficialmente 2. BAUHAUS Royal Rally of Scandinavia, fue la segunda edición y la tercera cita de la temporada 2024 del Campeonato de Europa de Rally. Se celebró del 13 al 15 de junio y contó con un itinerario de diecisiete tramos que sumaban un total de 190,99 km cronometrados.
El rally vio el regreso competitivo del campeón mundial de rally 2003, Petter Solberg quien piloto el Volkswagen Polo GTI R5 que uso su hijo Oliver en la edición pasada. El último rally competitivo de Solberg fue el Rally de Gran Bretaña 2019 en donde ganó en su categoría, además este fue su regreso al Campeonato de Europa de Rally tras el South Swedish Rally 1998.
El ganador de la prueba por segundo año consecutivo fue ídolo local Oliver Solberg quien al igual que la edición anterior volvió a dominar la prueba, se impuso en doce de las diecisiete etapas cronometradas, logrando la victoria con más de treinta segundos de ventaja sobre el segundo clasificado, el finés Mikko Heikkilä. Heikkilä aprovecho el pinchazo de Hayden Paddon quien marchaba cómodamente segundo en la última especial del evento para subir a la segunda posición. Mientras que Paddon logró su primer podio de la temporada y con el abandono del líder del campeonato Mathieu Franceschi, lo igualo en puntos en la cima del campeonato.
En las categorías inferiores, el checo Filip Kohn se impuso en el ERC 3 por delante del francés Tristan Charpentier y del turco Kerem Kazaz. En el ERC4 y en ERC Junior, el local Mille Johansson logró su segunda victoria de forma consecutiva, su compatriota, Calle Carlberg logró también su segundo podio consecutivo. El tercer escalón del podio fue para el estonio Karl-Markus Sei quien consiguió su primer podio en la categoría.

## Lista de inscritos
| Num.                     | Piloto                     | Copiloto             | Automóvil              | Equipo                           |
| ------------------------ | -------------------------- | -------------------- | ---------------------- | -------------------------------- |
| 1                        | Hayden Paddon              | John Kennard         | Hyundai i20 N Rally2   | BRC Racing Team                  |
| 2                        | Efrén Llarena              | Sara Fernández       | Škoda Fabia RS Rally2  | Team MRF Tyres                   |
| 3                        | Oliver Solberg             | Elliott Edmondson    | Škoda Fabia RS Rally2  | Oliver Solberg                   |
| 4                        | Mathieu Franceschi         | Andy Malfoy          | Škoda Fabia RS Rally2  | Mathieu Franceschi               |
| 5                        | Simone Tempestini          | Sergiu Itu           | Škoda Fabia RS Rally2  | Simone Tempestini                |
| 6                        | Miklós Csomós              | Attila Nagy          | Škoda Fabia Rally2 evo | HRT Racing Kft                   |
| 7                        | Jon Armstrong              | Eoin Treacy          | Ford Fiesta Rally2     | Jon Armstrong                    |
| 8                        | Mikołaj Marczyk            | Szymon Gospodarczyk  | Škoda Fabia RS Rally2  | Mikołaj Marczyk                  |
| 9                        | Andrea Mabellini           | Virginia Lenzi       | Škoda Fabia RS Rally2  | Team MRF Tyres                   |
| 10                       | Mads Østberg               | Patrik Barth         | Citroën C3 Rally2      | TRT Rally Team                   |
| 11                       | Filip Mareš                | Radovan Bucha        | Toyota GR Yaris Rally2 | ACCR Toyota Dolák                |
| 12                       | Giacomo Costenaro          | Pietro Elia Ometto   | Škoda Fabia R5         | Giacomo Costenaro                |
| 14                       | Mārtiņš Sesks              | Renārs Francis       | Toyota GR Yaris Rally2 | Team MRF Tyres                   |
| 15                       | Mikko Heikkilä             | Kristian Temonen     | Toyota GR Yaris Rally2 | Mikko Heikkilä                   |
| 16                       | Petter Solberg             | Jonas Andersson      | Volkswagen Polo GTI R5 | Petter Solberg                   |
| 17                       | Frank Tore Larsen          | Lars-Håkon Lundgreen | Volkswagen Polo GTI R5 | Frank Tore Larsen                |
| 18                       | Eyvind Brynildsen          | Jørn Listerud        | Volkswagen Polo GTI R5 | Eyvind Brynildsen                |
| 19                       | Isak Reiersen              | Stefan Gustavsson    | Škoda Fabia RS Rally2  | JC Raceteknik                    |
| 20                       | Johan Kristoffersson       | Stig Rune Skjærmoen  | Volkswagen Polo GTI R5 | Kristoffersson Motorsport        |
| 21                       | Kalle Gustafsson           | Magnus Nilsson       | Ford Fiesta Rally2     | Kalle Gustafsson                 |
| 22                       | Christoffer Haglund        | Johan Johansson      | Volkswagen Polo GTI R5 | Christoffer Haglund              |
| 23                       | Philip Allen               | Dale Furniss         | Škoda Fabia RS Rally2  | Philip Allen                     |
| 24                       | Bogdan Cuzma               | Ditte Kammersgaard   | Škoda Fabia RS Rally2  | Bogdan Cuzma                     |
| 25                       | Igor Widłak                | Daniel Dymurski      | Ford Fiesta Rally3     | Grupa PGS RT                     |
| 26                       | Kerem Kazaz                | Andris Mālnieks      | Ford Fiesta Rally3     | Atölye Kazaz                     |
| 27                       | Filip Kohn                 | Tom Woodburn         | Ford Fiesta Rally3     | Filip Kohn                       |
| 28                       | Martin Ravenščak           | Dora Ravenščak       | Ford Fiesta Rally3     | Martin Ravenščak                 |
| 29                       | Tristan Charpentier        | Florian Barral       | Ford Fiesta Rally3     | Tristan Charpentier              |
| 30                       | Mille Johansson            | Johan Grönvall       | Opel Corsa Rally4      | IK Sport Racing                  |
| 31                       | Max McRae                  | Cameron Fair         | Peugeot 208 Rally4     | TRT Rally Team                   |
| 32                       | Aoife Raftery              | Hannah McKillop      | Peugeot 208 Rally4     | Motorsport Ireland Rally Academy |
| 33                       | Daniel Polášek             | Zdeněk Omelka        | Peugeot 208 Rally4     | Daniel Polášek                   |
| 34                       | Liam Müller                | Alexander Hirsch     | Opel Corsa Rally4      | Liam Müller                      |
| 35                       | Calle Carlberg             | Jørgen Eriksen       | Opel Corsa Rally4      | ADAC Opel Rallye Junior Team     |
| 36                       | Timo Schulz                | Michael Wenzel       | Opel Corsa Rally4      | ADAC Opel Rallye Junior Team     |
| 37                       | Davide Pesavento           | Flavio Zanella       | Peugeot 208 Rally4     | Davide Pesavento                 |
| 38                       | Karl-Markus Sei            | Martin Leotoots      | Peugeot 208 Rally4     | ALM Motorsport                   |
| 39                       | Patrik Herczig             | Kristóf Varga        | Peugeot 208 Rally4     | HRT Racing Kft.                  |
| 40                       | Geronimo Ermanno Nerobutto | Alessio Angeli       | Peugeot 208 Rally4     | Geronimo Ermanno Nerobutto       |
| 41                       | Mattia Zanin               | Elia De Guio         | Peugeot 208 Rally4     | Mattia Zanin                     |
| 43                       | Patrik Hallberg            | John Stigh           | Peugeot 208 Rally4     | Patrik Hallberg                  |
| 44                       | Herman Lie-Nilsen          | Vegard Halland       | Peugeot 208 Rally4     | HRT Racing Kft.                  |
| Fuente: ewrc-results.com |                            |                      |                        |                                  |

## Itinerario
| Día                     | Tramo | Nombre                    | Distancia | Ganador de la etapa | Automóvil              | Tiempo | Líder de la general |
| ----------------------- | ----- | ------------------------- | --------- | ------------------- | ---------------------- | ------ | ------------------- |
| Día 1 (13 de junio)     | -     | Bäck-Hult (Shakedown)     | 4.43 km   | Oliver Solberg      | Škoda Fabia RS Rally2  | 1:56.4 | -                   |
| Día 1 (13 de junio)     | SS1   | Bauhaus                   | 2.15 km   | Hayden Paddon       | Hyundai i20 N Rally2   | 1:45.6 | Hayden Paddon       |
| Día 2 (14 de junio)     | SS2   | Grönlund 1                | 10.18 km  | Oliver Solberg      | Škoda Fabia RS Rally2  | 5:12.6 | Hayden Paddon       |
| Día 2 (14 de junio)     | SS3   | Bomdestad 1               | 11.74 km  | Oliver Solberg      | Škoda Fabia RS Rally2  | 5:38.9 | Oliver Solberg      |
| Día 2 (14 de junio)     | SS4   | Colins 1                  | 6.43 km   | Hayden Paddon       | Hyundai i20 N Rally2   | 3:27.0 | Oliver Solberg      |
| Día 2 (14 de junio)     | SS5   | Gårdsjö 1                 | 12.09 km  | Hayden Paddon       | Hyundai i20 N Rally2   | 5:37.0 | Oliver Solberg      |
| Día 2 (14 de junio)     | SS6   | Grönlund 2                | 10.18 km  | Oliver Solberg      | Škoda Fabia RS Rally2  | 5:02.7 | Oliver Solberg      |
| Día 2 (14 de junio)     | SS7   | Bondestad 2               | 11.74 km  | Mikko Heikkilä      | Toyota GR Yaris Rally2 | 5:36.2 | Oliver Solberg      |
| Día 2 (14 de junio)     | SS8   | Colins 2                  | 6.43 km   | Mathieu Franceschi  | Škoda Fabia RS Rally2  | 3:24.5 | Oliver Solberg      |
| Día 2 (14 de junio)     | SS9   | Gårdsjö 2                 | 12.09 km  | Oliver Solberg      | Škoda Fabia RS Rally2  | 5:29.6 | Oliver Solberg      |
| Día 3 (15 de junio)     | SS10  | Ölme 1                    | 5.83 km   | Oliver Solberg      | Škoda Fabia RS Rally2  | 2:58.5 | Oliver Solberg      |
| Día 3 (15 de junio)     | SS11  | Lungsund 1                | 20.20 km  | Oliver Solberg      | Škoda Fabia RS Rally2  | 9:40.8 | Oliver Solberg      |
| Día 3 (15 de junio)     | SS12  | Ängebäckstorp 1           | 14.76 km  | Oliver Solberg      | Škoda Fabia RS Rally2  | 7:13.2 | Oliver Solberg      |
| Día 3 (15 de junio)     | SS13  | Mölnbacka 1               | 13.19 km  | Oliver Solberg      | Škoda Fabia RS Rally2  | 6:02.6 | Oliver Solberg      |
| Día 3 (15 de junio)     | SS14  | Ölme 2                    | 5.83 km   | Oliver Solberg      | Škoda Fabia RS Rally2  | 2:55.1 | Oliver Solberg      |
| Día 3 (15 de junio)     | SS15  | Lungsund 2                | 20.20 km  | Oliver Solberg      | Škoda Fabia RS Rally2  | 9:27.6 | Oliver Solberg      |
| Día 3 (15 de junio)     | SS16  | Ängebäckstorp 2           | 14.76 km  | Oliver Solberg      | Škoda Fabia RS Rally2  | 7:05.7 | Oliver Solberg      |
| Día 3 (15 de junio)     | SS17  | Mölnbacka 2 (Power Stage) | 13.19 km  | Oliver Solberg      | Škoda Fabia RS Rally2  | 5:55.4 | Oliver Solberg      |
| Fuente:ewrc-results.com |       |                           |           |                     |                        |        |                     |

### Power stage
El power stage fue un tramo de 13,19 km. Se otorgaron puntos adicionales a los cinco más rápidos.
| Pos. | Piloto            | Copiloto             | Tiempo | Diferencia | Puntos |
| ---- | ----------------- | -------------------- | ------ | ---------- | ------ |
| 1    | Oliver Solberg    | Elliott Edmondson    | 5:55.4 | 0.0        | 5      |
| 2    | Mikko Heikkilä    | Kristian Temonen     | 5:56.6 | +1.2       | 4      |
| 3    | Mads Østberg      | Patrik Barth         | 5:57.8 | +2.4       | 3      |
| 4    | Frank Tore Larsen | Lars-Håkon Lundgreen | 5:57.9 | +2.5       | 2      |
| 5    | Mikołaj Marczyk   | Szymon Gospodarczyk  | 6:00.5 | +5.1       | 1      |

## Clasificación final
| Pos.                     | Piloto               | Copiloto             | Automóvil              | Tiempo    | Diferencia | Puntos  |
| General                  | General              | General              | General                | General   | General    | General |
| ------------------------ | -------------------- | -------------------- | ---------------------- | --------- | ---------- | ------- |
| 1.                       | Oliver Solberg       | Elliott Edmondson    | Škoda Fabia RS Rally2  | 1:32:40.8 | 0.0        | 30+5    |
| 2.                       | Mikko Heikkilä       | Kristian Temonen     | Toyota GR Yaris Rally2 | 1:33:18.8 | +38.0      | 24+4    |
| 3.                       | Hayden Paddon        | John Kennard         | Hyundai i20 N Rally2   | 1:33:31.8 | +51.0      | 21      |
| 4.                       | Frank Tore Larsen    | Lars-Håkon Lundgreen | Volkswagen Polo GTI R5 | 1:34:09.5 | +1:28.7    | 19+2    |
| 5.                       | Mads Østberg         | Patrik Barth         | Citroën C3 Rally2      | 1:34:14.6 | +1:33.8    | 17+3    |
| 6.                       | Mārtiņš Sesks        | Renārs Francis       | Toyota GR Yaris Rally2 | 1:34:22.5 | +1:41.7    | 15      |
| 7.                       | Isak Reiersen        | Stefan Gustavsson    | Škoda Fabia RS Rally2  | 1:34:32.8 | +1:52.0    | 13      |
| 8.                       | Mikołaj Marczyk      | Szymon Gospodarczyk  | Škoda Fabia RS Rally2  | 1:34:50.5 | +2:09.7    | 11+1    |
| 9.                       | Andrea Mabellini     | Virginia Lenzi       | Škoda Fabia RS Rally2  | 1:35:13.6 | +2:32.8    | 9       |
| 10.                      | Simone Tempestini    | Sergiu Itu           | Škoda Fabia RS Rally2  | 1:35:42.8 | +3:02.0    | 7       |
| 11.                      | Johan Kristoffersson | Stig Rune Skjærmoen  | Volkswagen Polo GTI R5 | 1:35:43.3 | +3:02.5    | 5       |
| 12.                      | Kalle Gustafsson     | Magnus Nilsson       | Ford Fiesta Rally2     | 1:36:08.9 | +3:28.1    | 4       |
| 13.                      | Filip Mareš          | Radovan Bucha        | Toyota GR Yaris Rally2 | 1:36:26.9 | +3:46.1    | 3       |
| 14.                      | Efrén Llarena        | Sara Fernández       | Škoda Fabia RS Rally2  | 1:36:28.6 | +3:47.8    | 2       |
| 15.                      | Petter Solberg       | Jonas Andersson      | Volkswagen Polo GTI R5 | 1:38:42.9 | +6:02.1    | 1       |
| ERC3                     |                      |                      |                        |           |            |         |
| 1.                       | Filip Kohn           | Tom Woodburn         | Ford Fiesta Rally3     | 1:41:19.4 | 0.0        | 30      |
| 2.                       | Tristan Charpentier  | Florian Barral       | Ford Fiesta Rally3     | 1:41:30.8 | +11.4      | 24      |
| 3.                       | Kerem Kazaz          | Andris Mālnieks      | Ford Fiesta Rally3     | 1:43:29.4 | +2:10.0    | 21      |
| 4.                       | Igor Widłak          | Daniel Dymurski      | Ford Fiesta Rally3     | 1:44:14.2 | +2:54.8    | 19      |
| 5.                       | Martin Ravenščak     | Dora Ravenščak       | Ford Fiesta Rally3     | 1:48:18.6 | +6:59.2    | 17      |
| ERC4                     |                      |                      |                        |           |            |         |
| 1.                       | Mille Johansson      | Johan Grönvall       | Opel Corsa Rally4      | 1:43:02.6 | 0.0        | 30      |
| 2.                       | Calle Carlberg       | Jørgen Eriksen       | Opel Corsa Rally4      | 1:43:35.2 | +32.6      | 24      |
| 3.                       | Karl-Markus Sei      | Martin Leotoots      | Peugeot 208 Rally4     | 1:45:08.5 | +2:05.9    | 21      |
| 4.                       | Daniel Polášek       | Zdeněk Omelka        | Peugeot 208 Rally4     | 1:46:05.3 | +3:02.7    | 19      |
| 5.                       | Timo Schulz          | Michael Wenzel       | Opel Corsa Rally4      | 1:46:46.9 | +3:44.3    | 17      |
| 6.                       | Patrik Herczig       | Kristóf Varga        | Peugeot 208 Rally4     | 1:46:52.1 | +3:49.5    | 15      |
| 7.                       | Aoife Raftery        | Hannah McKillop      | Peugeot 208 Rally4     | 1:48:23.1 | +5:20.5    | 13      |
| 8.                       | Herman Lie-Nilsen    | Vegard Halland       | Peugeot 208 Rally4     | 1:51:15.4 | +8:12.8    | 11      |
| 9.                       | Max McRae            | Cameron Fair         | Peugeot 208 Rally4     | 3:11:06.5 | +1:28:03.9 | 9       |
| ERC Junior               |                      |                      |                        |           |            |         |
| 1.                       | Mille Johansson      | Johan Grönvall       | Opel Corsa Rally4      | 1:43:02.6 | 0.0        | 30      |
| 2.                       | Calle Carlberg       | Jørgen Eriksen       | Opel Corsa Rally4      | 1:43:35.2 | +32.6      | 24      |
| 3.                       | Karl-Markus Sei      | Martin Leotoots      | Peugeot 208 Rally4     | 1:45:08.5 | +2:05.9    | 21      |
| 4.                       | Daniel Polášek       | Zdeněk Omelka        | Peugeot 208 Rally4     | 1:46:05.3 | +3:02.7    | 19      |
| 5.                       | Timo Schulz          | Michael Wenzel       | Opel Corsa Rally4      | 1:46:46.9 | +3:44.3    | 17      |
| 6.                       | Patrik Herczig       | Kristóf Varga        | Peugeot 208 Rally4     | 1:46:52.1 | +3:49.5    | 15      |
| 7.                       | Aoife Raftery        | Hannah McKillop      | Peugeot 208 Rally4     | 1:48:23.1 | +5:20.5    | 13      |
| 8.                       | Herman Lie-Nilsen    | Vegard Halland       | Peugeot 208 Rally4     | 1:51:15.4 | +8:12.8    | 11      |
| 9.                       | Max McRae            | Cameron Fair         | Peugeot 208 Rally4     | 3:11:06.5 | +1:28:03.9 | 9       |
| Fuente: ewrc-results.com |                      |                      |                        |           |            |         |